# نديم الباجه جي
نديم الباجه جي هو سياسي وخبير نفطي عراقي شغل مناصب وزارية مختلفة خلال العهد الملكي في العراق. ولد في بغداد 18 آذار 1914 وتوفي في سويسرا في 29 شباط 1976.
نديم احمد شاكر الباجه جي من عائلة معروفة شغل عدد من أفرادها مناصب مختلفة خلال عهود مختلفة من الحكومات العراقية مثل حمدي الباجه جي ومزاحم الباجه جي اللذين شغلا منصب رئيس الوزراء وعدنان مزاحم الباجه جي الذي شغل منصب وزير خارجية وعضوا في مجلس الحكم.
حصل نديم الباجه جي على شهادة الدكتوراه في هندسة النفط وعمل في حقول النفط.
كان أحد الأعضاء العراقيين الستة في مجلس الإعمار الذي تأسس عام 1950، بالإضافة إلى علي حيدر سليمان وبابا علي الشيخ محمود الحفيد ومحمد حديد وصالح مهدي حيدر وعبد الأمير الأزري.
شغل خلال فترة الخمسينات مناصب وزارية مختلفة في وزارات متعاقبة مثل وزير الإعمار ووزير الاقتصاد ووزير المالية، وكان آخر وزير مالية في العهد الملكي.
اعتقل بعد ثورة 14 تموز 1958، ثم غادر العراق إلى ليبيا ثم إلى إمارة أبو ظبي، وكان مقربا من الشيخ زايد آل نهيان وله دور في تأسيس الإمارات العربية المتحدة عام 1971، وعمل مستشارا لحكومة أبو ظبي لشؤون النفط، كما كان له دور في السياسة النفطية في ليبيا والكويت والإمارات العربية المتحدة، حيث عمل مستشارا في شؤون الفنط في ليبيا للفترة من 1960 إلى 1964 ثم عمل مستشارا غير مقيم للكويت للفترة من 1966 إلى 1968، بالإضافة لعمله مستشارا في الإمارات العربية المتحدة للفترة من 1966 إلى 1971.
شغل منصب الأمين العام لمنظمة أوبك لفترة عامي 1971 و 1972.
بقي تأثيره على السياسة النفطية العالمية حتى بعد مغادرته منصبه في الأمانة العامة في أوبك، خصوصا بعد حرب 1973، كان به تأثير في حظر النفط من خلال دوره في منظمة الدول العربية المصدرة للنفط.
توفي في سويسرا في 29 شباط 1976 إثر حادث تزلج على الثلج.

## مؤلفاته
- حقائق وأرقام عن سياسة النفط من آب 1954 إلى كانون الثاني 1957.[13]